# Eriborus acutulus
Eriborus acutulus är en stekelart som beskrevs av Setsuya Momoi 1970. Eriborus acutulus ingår i släktet Eriborus och familjen brokparasitsteklar. Inga underarter finns listade i Catalogue of Life.